# Línea 3 del Metrorrey
La línea 3 es la tercera línea construida para el Sistema de Transporte Colectivo Metrorrey y comunica la zona del Hospital Metropolitano y Nogalar con el Barrio Antiguo, siendo la línea más pequeña de todo el sistema Metrorrey. Fue inaugurada el 27 de febrero de 2021 por el gobernador de Nuevo León Jaime Rodríguez Calderón.
Su color distintivo es el naranja y tiene la particularidad de compartir viaducto con la línea 2, por lo cual los trenes no finalizan el recorrido en la estación Zaragoza, sino que realizan el recorrido completo desde la estación Sendero hasta la estación Hospital Metropolitano. Cuenta con conexión a la línea 1 en la estación Félix U.Gómez (además de conectar con el sistema Metrobús), conecta con el sistema de transporte Ecovía en la estación Ruiz Cortines y con el sistema TransMetro en las estaciones Zaragoza, Félix U. Gómez y Hospital Metropolitano.

## Historia
En el año 2008, (después de terminar por completo la ampliación de línea 2 hasta la estación Sendero) el entonces gobernador de Nuevo León, José Natividad González Parás comenzó a ver opciones para una posible línea 3 del metro, entre una opción destacaba una ruta entre los municipios de Apodaca y Santa Catarina. El proyecto continuó analizándose, posteriormente con la nueva administración que comandaba el entonces gobernador Rodrigo Medina de la Cruz que destacaba una opción innovadora, que se conocería como BETRO, en el que se sustituirían los vagones por camiones, pero siempre contemplando un viaducto elevado, poniendo como ruta la Av. Felix U. Gómez, posteriormente la Av. Rómulo Garza hasta la zona de La Fe para incorporarse a la Av. Miguel Alemán, llegando hasta la zona del centro de Apodaca.
Finalmente, el 27 de mayo de 2013 se anuncia la ruta oficial para la línea, la cual partiría desde la  estación Zaragoza, recorriendo en viaducto subterráneo por la calle Padre Mier hasta la Av. Félix U. Gómez, cruzando por debajo de la zona del Barrio Antiguo, para después incorporarse a la Av. Félix U. Gómez en la zona de Santa Lucía, donde tomaría un trayecto elevado con dirección hacia el norte la Av. Félix U. Gómez hasta llegar al Hospital Metropolitano. La línea tendría 8 estaciones en 7.5 kilómetros de recorrido, el cual se enlazaría con la línea 1 del metro en la estación Félix U. Gómez y con la línea 2 en la estación Zaragoza, además de enlazar con el sistema Ecovía (Monterrey), el cual se inauguró el 28 de enero de 2014, en la estación Ruiz Cortines. Con este, anunciaron 3 rutas transmetro que partiría de la estación Hospital Metropolitano por lo que en total darían 68 kilómetros de sistema. Se anunció que tanto la línea 3 como las rutas de transmetro serían inauguradas y entrarían en operaciones en agosto de 2015. La construcción inició el 1 de octubre del 2013 con una inversión de 5 mil 700 millones de pesos.

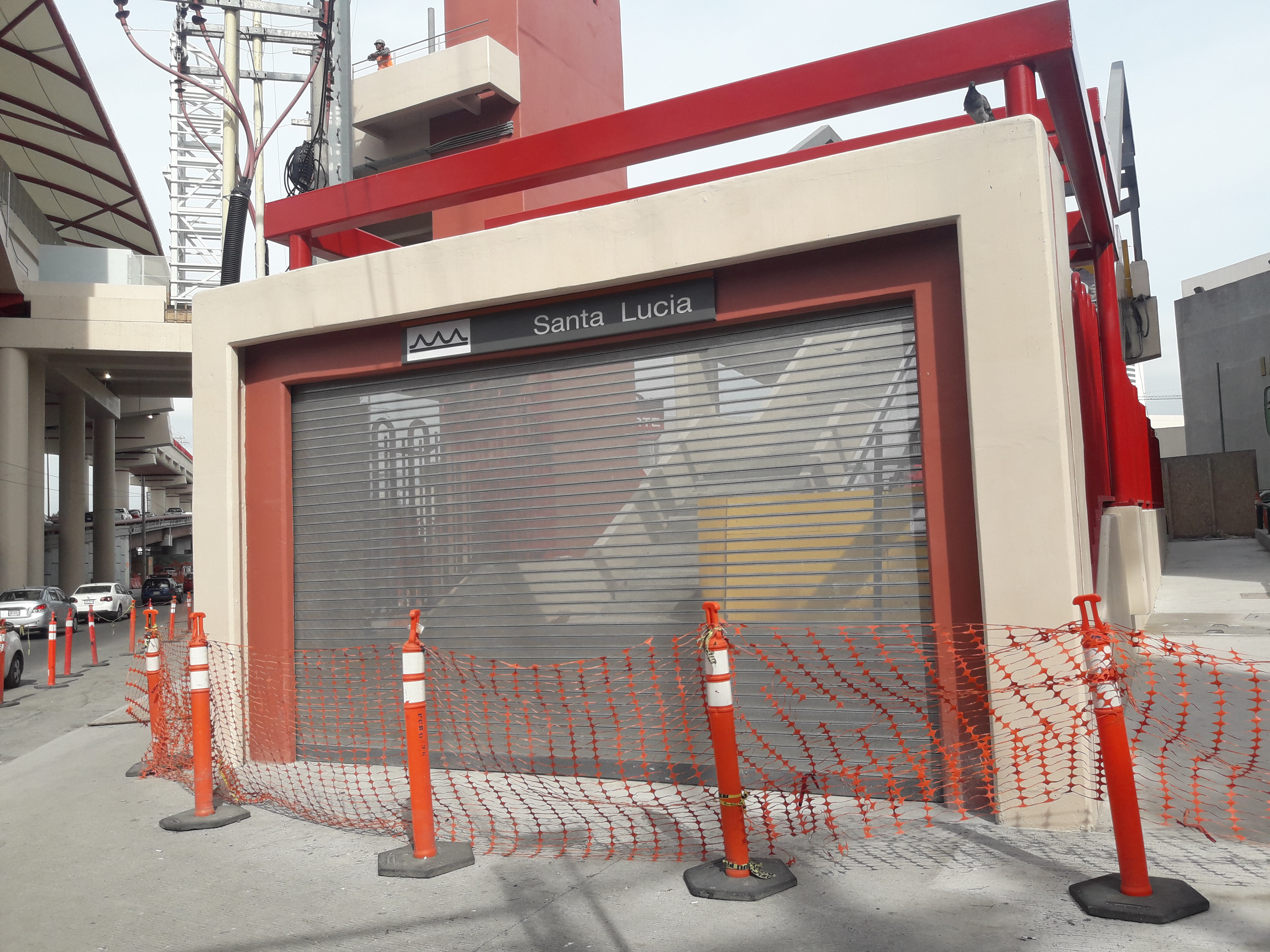
Entrada Oriente a la estación Santa Lucía, a un lado de la Clínica 33 del IMSS.

Luego de años de retrasos, el 11 de julio de 2019 la Secretaría de Comunicaciones y Transportes informó que la línea estaba totalmente probada y en condiciones de operar, sin embargo no se contaba aún con el material rodante para brindar el servicio en el tramo. El 3 de diciembre de 2019 se anunció que la empresa china CRRC Zhuzhou Locomotive sería la encargada de construir 26 nuevos vagones los cuales serían asignados para la operación de la línea 3, la nueva fecha de arranque de línea se establecía como tentativa para febrero de 2021.
Finalmente, tras 5 años y medio de retraso, el servicio se inauguró la noche del sábado 27 de febrero de 2021 con un viaje inaugural a bordo de los nuevos vagones construidos por CRRC (mismos que ingresaron al servicio comercial el 25 de marzo de 2021), el viaje inició en la estación Hospital Metropolitano y terminó en la estación Zaragoza. La inversión que terminó siendo valuada en 9 mil 439 millones de dólares, esperando beneficiar a más de 260 mil personas diarias.
En cuanto a las rutas de transmetro proyectadas para alimentar a la línea en la estación Hospital Metropolitano, no fue hasta el 10 de septiembre de 2022 que comenzó a operar en fase de pruebas la primera ruta Hospital Metropolitano - Los Pinos. Entre los días 14 de diciembre de 2022 y 8 de febrero de 2023 comenzaron a operar oficialmente las rutas proyectadas en 2013, las cuales corren por las avenidas Diego Díaz, López Mateos y Rómulo Garza.

## Estaciones
| Estación               | Iconografía                          | Inauguración            | Municipio                | Construcción | Conexiones                        |
| ---------------------- | ------------------------------------ | ----------------------- | ------------------------ | ------------ | --------------------------------- |
| Hospital Metropolitano | Fachada del Hospital Metropolitano   | 27 de febrero de 2021   | San Nicolás de los Garza | Elevada      | - TransMetro                      |
| Los Ángeles            | Ángel                                | 27 de febrero de 2021   | Monterrey                | Elevada      |                                   |
| Ruiz Cortines          | Busto de Adolfo Ruiz Cortines        | 27 de febrero de 2021   | Monterrey                | Elevada      | - Ecovía                          |
| Colonia Moderna        | Recuadros                            | 27 de febrero de 2021   | Monterrey                | Elevada      |                                   |
| Metalúrgicos           | Planta metalúrgica                   | 27 de febrero de 2021   | Monterrey                | Elevada      |                                   |
| Félix U. Gómez         | Cañón de campaña                     | 27 de febrero de 2021   | Monterrey                | Elevada      | - Línea 1 - Metrobús - TransMetro |
| Colonia Obrera         | Casco de trabajo                     | 27 de febrero de 2021   | Monterrey                | Elevada      |                                   |
| Santa Lucía            | Cerro de la Silla                    | 27 de febrero de 2021   | Monterrey                | Elevada      |                                   |
| General Zaragoza       | Estatua ecuestre de Ignacio Zaragoza | 30 de noviembre de 1994 | Monterrey                | Subterránea  | - Línea 2 - TransMetro            |